# Billa
Billa ([ˈbɪla]ⓘ) – pochodząca z Austrii sieć supermarketów należąca do koncernu Rewe Group.

## Historia

### Polska
- 1991 – sklepy Billa pojawiają się w Polsce jako pierwsze zagraniczne supermarkety,
- lipiec 1995 – wejście Rewe Group na polski rynek,
- listopad 1996 – otwarcie w Koninie pierwszego marketu Minimal,
- 1997 – przejęcie spółki Eurobilla, właściciela 11 sklepów Billa w Polsce,
- lata 1997–2002 – okres ekspansji Minimala – powstaje 25 nowych sklepów,
- 2001 – sprzedaż wszystkich 11 sklepów Billa grupie Auchan, która uruchomiła je pod szyldem Elea,
- 2005 – projekt Odnowa: zmiana wizualizacji na terenie marketów,
- sierpień 2006 – rebranding: zmiana marki – przekształcenie sklepów Minimal w sklepy Billa w ramach projektu Odnowa,
- styczeń 2010 – sprzedaż 25 marketów sieci E.Leclerc[1]